# Ludborough
Ludborough is een civil parish in het bestuurlijke gebied East Lindsey, in het Engelse graafschap Lincolnshire.